# Samostan v Suceviți
Samostan je pravoslavni samostan v severovzhodnem delu Romunije v bližini reke Sucevița v vasi Sucevița, 18 km oddaljene od mesta Rădăuți, okrožje Suceava. Stoji v južnem delu zgodovinske regije Bukovina (severozahodna Moldavija). Leta 1585 so ga zgradili Ieremia Movilă, Gheorghe Movilă in Simion Movilă. [1]
Leta 2010 je bil samostan vpisan na Unescov seznam svetovne dediščine kot ena od  moldavskih poslikanih cerkev.

## Zgodovina
Samostan sta zgradila Ieremia Movilă,  vladar (vojvoda) kneževine Moldavije, in njegov brat Simion med letoma 1582 in 1584. Cerkev obdaja obzidje z obrambnimi stolpi in stoji na podeželju. Samostan se še vedno uporablja. V samostanskem muzeju si je mogoče ogledati in kupiti vezenje, ikone, rokopise in knjige.

## Arhitektura
Cerkev ima bizantinske in gotske elemente ter nekatere elemente iz drugih poslikanih cerkva na severu Moldavije. Notranje in zunanje stene so povsem poslikane in imajo veliko umetniško vrednost. Prikazujejo svetopisemske dogodke iz Stare in Nove zaveze. Datacija slik je okoli 1601. Je eden zadnjih samostanov z zunanjimi poslikavami v znamenitem moldavskem slogu.
Notranje samostansko dvorišče je skoraj kvadratno (100 krat 104 metre) in je obdano z visokim (6 m) in širokim (3 m) obzidjem. V kompleksu je več obrambnih struktur, med katerimi so štirje stolpi (po eden na vsakem vogalu). Sucevița je bila knežja rezidenca, pa tudi utrjen samostan. Debele stene danes čuvajo muzej, v katerem je izjemna zbirka zgodovinskih in umetniških predmetov. V grobnici sta Ieremije in Simion Movilă, bogata portreta, vezena s srebrno nitjo, skupaj s cerkveno srebrnino, knjigami in iluminiranimi rokopisi, kar vse priča o pomembnosti Sucevițe kot delavnice rokopisov, nato pa središča za tiskanje.

## Freske
Samostan je med najbolj znanimi moldavskimi samostani in edini, katerega notranje in zunanje stene so v celoti okrašene s stenskim slikami in freskami.  Na severnem pročelju je lestev vrlin, ki se vzpenja v nebesa. Hudiči vlečejo  ljudi z nebeško lestvijo v pekel, medtem ko nad njo lebdijo angeli. Ljudje, ki se dvigajo po stopnicah, so oblečeni kot menihi.
14 prizorov iz 16. stoletja je mogoče najti na zunanji steni s slikami starih grških poganskih pesnikov in mislecev, kot so podobe neoplatonika Porfirija, Solona, Sofoklesa, Platona, Aristotela in Pitagore, ter tudi sibile.  Slike kažejo razmerje vzhodne cerkve do duhovne dediščine predkrščanske grške antike. 

## Galerija
- Pogled na kompleks z obzidjem v ozadju
- Križ na dvorišču samostana
- Freska
- Obrambni stolp
- Vhod